# Sainte-Colombe, Lot
Sainte-Colombe är en kommun i departementet Lot i regionen Occitanien i södra Frankrike. Kommunen ligger i kantonen Lacapelle-Marival som tillhör arrondissementet Figeac. År 2022 hade Sainte-Colombe 234 invånare.

## Befolkningsutveckling
Antalet invånare i kommunen Sainte-Colombe
| Referens: INSEE |